# Wilhelm von Gloeden

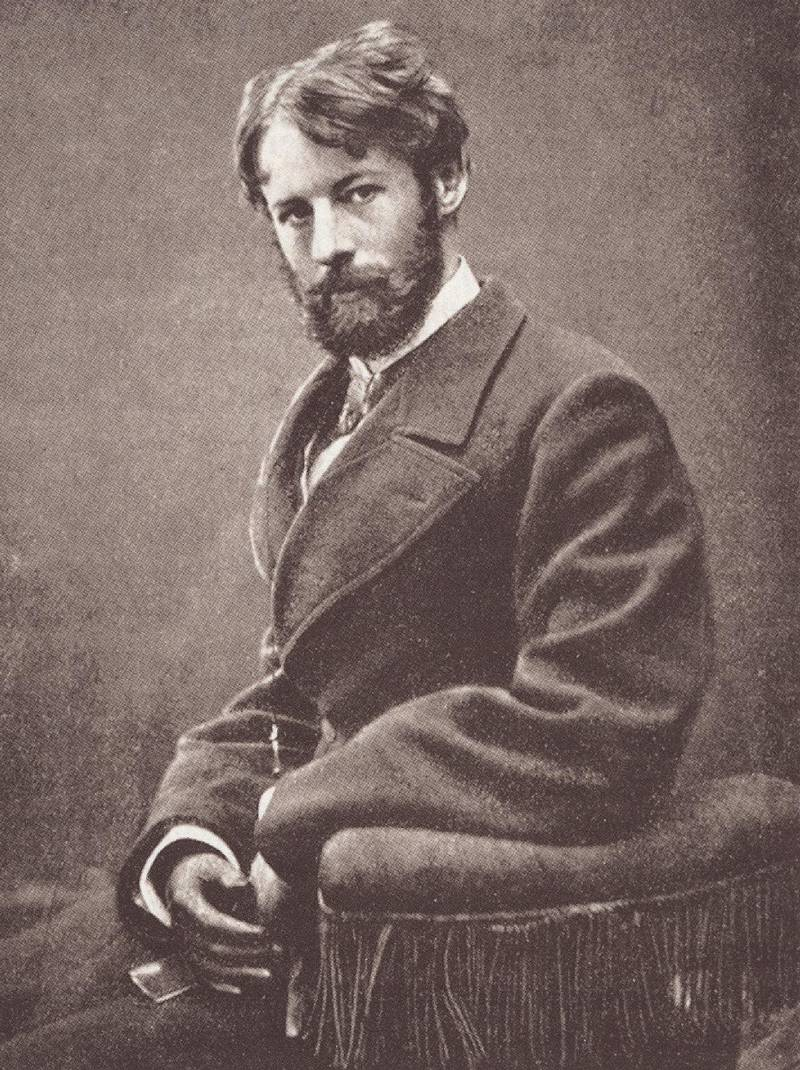
Wilhelm von Gloeden (1891)

Wilhelm Iwan Friederich August von Gloeden (* 18. September 1856 in Volkshagen; † 16. Februar 1931 in Taormina) war ein deutscher Fotograf, der hauptsächlich in Sizilien arbeitete. Er gilt als einer der Pioniere künstlerischer Aktfotografie. Berühmt wurde er durch seine Akte sizilianischer Knaben mit antikisierenden Requisiten und Kostümen, die eine arkadische Antike suggerieren. Et in Arcadia ego („Auch ich war in Arkadien“) war zu Lebzeiten von Gloeden ein geflügeltes Wort und gab im 21. Jahrhundert einer Ausstellung über sein Werk den Namen.
Aus moderner Sicht ist sein Werk durch die kontrollierte Nutzung von Beleuchtung sowie die häufig eleganten Posen seiner Modelle bedeutungsvoll. Er war zudem der erste Fotograf, der mit Körperschminke (einer Mischung aus Milch, Olivenöl und Glycerin) arbeitete, um die unreine Haut der stets arbeitenden Knaben zu kaschieren. 

## Biografie

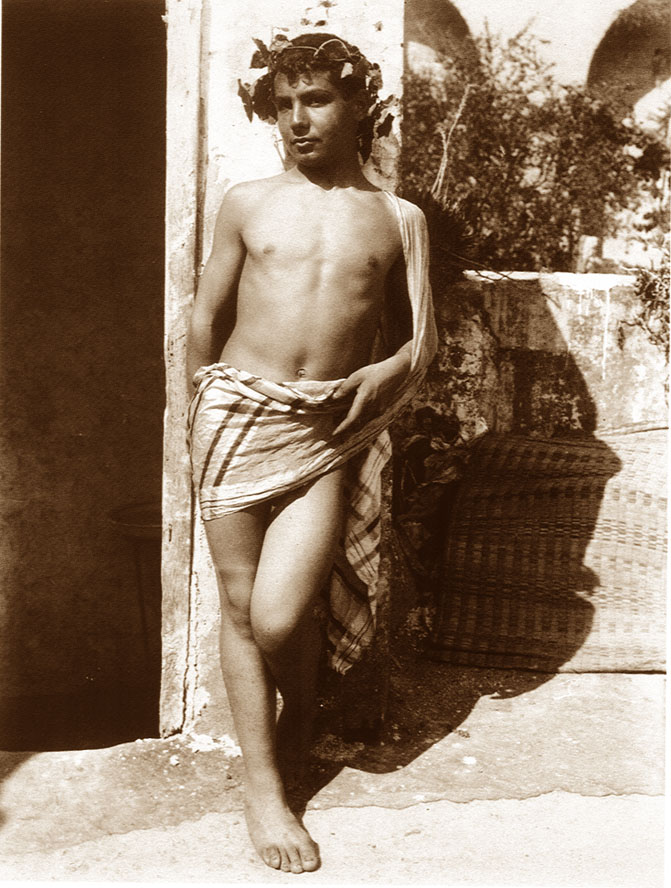
Sizilianischer Jüngling, um 1900

Wilhelm von Gloeden behauptete, Sohn eines Offiziers und Barons aus Mecklenburg zu sein und gab als Geburtsort ein „Schloss Volkshagen bei Wismar“ an. Diese Angaben werden in vielen biographischen Texten über von Gloeden wiedergegeben. Anhaltspunkte gibt es jedoch weder für den Barontitel, noch für die Tätigkeit seines Vaters als Offizier, ebenso wenig für die Existenz eines Schlosses Volkshagen bei Wismar.
Von Gloeden stammte aus einem mecklenburgischen Zweig des Adelsgeschlechts von Gloeden. Sein Großvater, Iwan von Glöden († 1825), war Offizier und stand während der Befreiungskriege gegen Napoleon in Hamburger Diensten. Sein Vater, Hermann von Gloeden (1820–1862), wurde 1851 Förster in Volkshagen (heute Völkshagen, bei Marlow östlich von Rostock) und 1856 zum Forstinspektor in Dargun berufen. Seine Mutter, Charlotte, geb. Maaßen, war vorher in erster Ehe mit Johann Magnus Wilhelm Raabe († 1848) verheiratet gewesen. Der Rechtsprofessor Friedrich Maassen und der Parchimer Bürgermeister August Drechsler waren Onkel mütterlicherseits, der Jurist und konservative Publizist Iwan von Gloeden war ein Onkel väterlicherseits. Am 10. Oktober 1856 wurde Wilhelm von Gloeden in der Kirche von Blankenhagen getauft.
Nach dem Tode seines Vaters heiratete seine Mutter 1864 in dritter Ehe Wilhelm Joachim von Hammerstein. Das Verhältnis zu seinem Stiefvater beschreibt von Gloeden als nicht gut. Wichtigster familiärer Bezugspunkt war für ihn seine Halbschwester Sophie Raabe aus der ersten Ehe der Mutter, die ihn jahrelang in Sizilien begleitete.
Von Gloeden studierte Kunstgeschichte und Malerei und pflegte eine leidenschaftliche Liebe zum Theater. Ein schweres Lungenleiden führte dazu, dass er des Klimas wegen 1876 nach Taormina in Sizilien übersiedelte. Hier schloss er Freundschaft mit dem Bürgermeister von Taormina, dem deutschen Maler Otto Geleng. Dies und sein im Vergleich zur damals äußerst armen Bevölkerung Süditaliens beträchtlicher Reichtum mögen erklären, warum seine Homosexualität und deren offensichtliche Ausprägung in seiner Arbeit von den Einheimischen toleriert wurde.

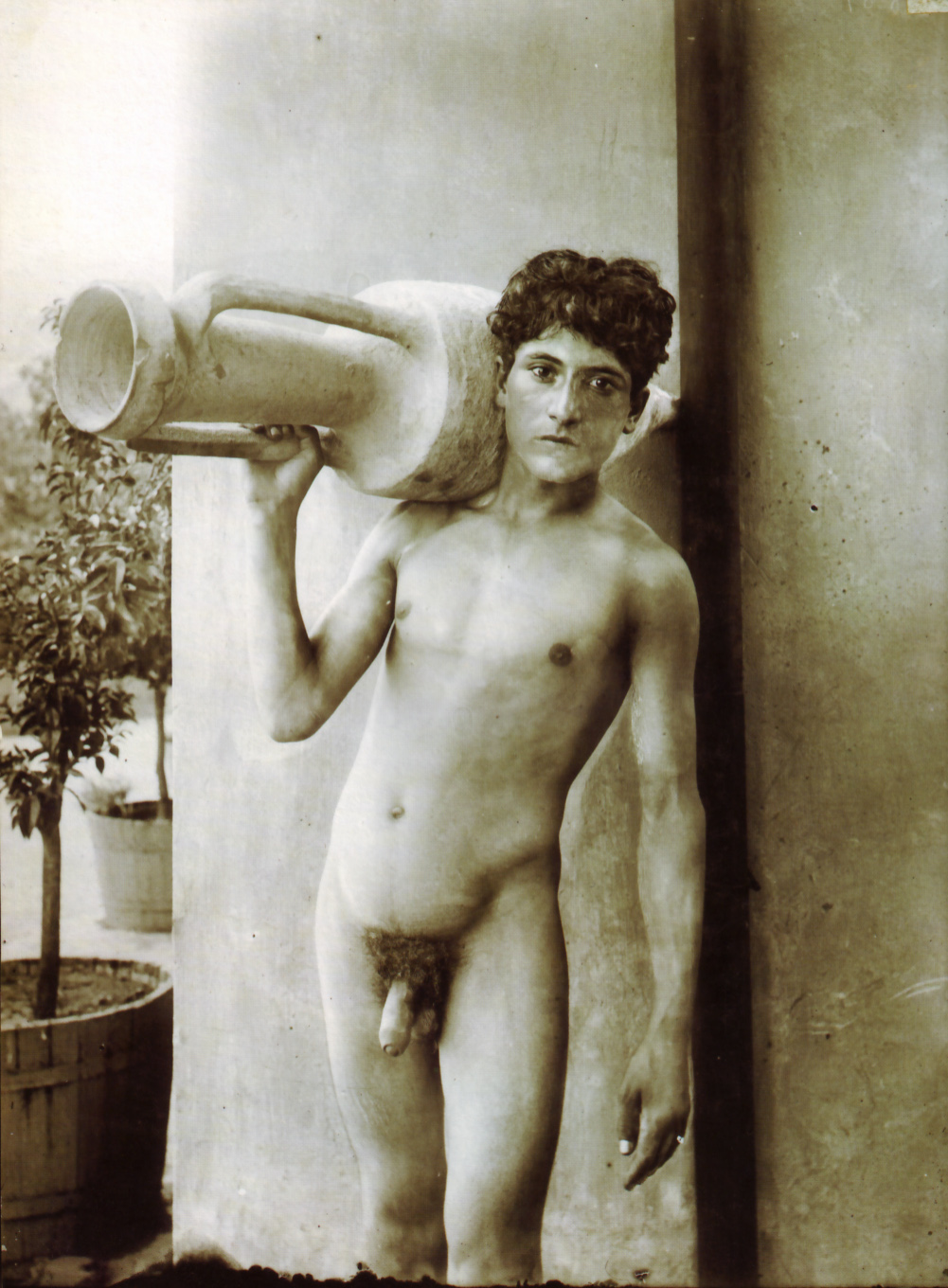
Akt mit Amphore, um 1900

Gloeden seinerseits fand sich in einem Italien, das ein mythisches Ideal der Antike wieder aufleben ließ: „Die Lektüre von Homer, von Theokrits Gedichten in Sizilien regten meine Phantasie an. Felsen und Meer, Berge und Täler erzählten mir von arkadischen Hirten und vom Poliphem“. Auch das unverkrampfte Verhältnis der Bevölkerung zur Nacktheit (damals waren Kinder oft nackt in der Öffentlichkeit zu sehen) mag für ihn eine Erlösung von der deutschen Körperfeindlichkeit und Prüderie gewesen sein.
Neben den Knabenakten, mit denen Gloeden 1880 begann, fertigte er auch Porträtstudien der örtlichen Landarbeiter und fotografierte Landschaften. Als seine Familie in den 1890ern durch die Hammerstein-Affäre in finanzielle Not geriet, wurde aus seiner Liebhaberei ein Beruf. Bereits eine lokale Berühmtheit in der Gegend von Taormina, wurde seine Arbeit durch verschiedene Ausstellungen (London und Berlin) schnell in ganz Europa populär.
Sein Atelier fand Erwähnung im Baedeker, was dazu führte, dass Größen wie z. B. Oscar Wilde, der „Kanonenkönig“ Friedrich Alfred Krupp, Richard Strauss und der deutsche Kaiser Wilhelm II. nach Taormina reisten. Etwa um die Jahrhundertwende begann auch das Geschäft mit Postkarten, das weiter zur Berühmtheit Gloedens beitrug. Der Großteil von Gloedens Werk stammt aus der Zeit bis zum Beginn des Ersten Weltkriegs. Während des Krieges musste er das Land verlassen, nach seiner Rückkehr 1918 fotografierte er nur noch äußerst wenig. Bei seinem Tod hinterließ Gloeden sein Werk seinem Assistenten Pancrazio Buciunì (der Name taucht verschiedentlich verderbt als Bucinì oder Bucini auf).

## Der Weg zur Fotografie

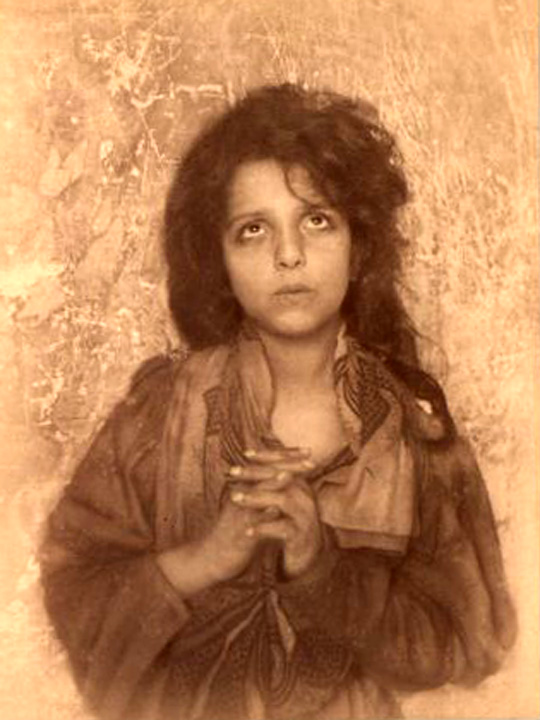
Pancrazio Buciunì, Assistent und Erbe des Wilhelm von Gloeden

Zum Zeitpunkt seiner Ankunft in Taormina war Gloeden noch Hobbyfotograf und dürfte seine ersten fotografischen Kenntnisse von seinem Vetter Guglielmo Plüschow erworben haben. Plüschow war bereits in Rom als etablierter Fotograf tätig und führte Gloeden dabei sicherlich auch in die Aktfotografie ein.
Mit dieser Kenntnis ausgestattet, von der Landschaft, der historischen Umgebung und der Bevölkerung fasziniert, begann Gloeden sehr rasch, seine Eindrücke fotografisch festzuhalten. Durch dieses Interesse gewann er Kontakt zum ortsansässigen Fotografen Giovanni Crupi, der durch seine Ausrüstung und Erfahrung Gloeden weit voraus war. Diesem intensiven Kontakt verdankt Gloeden viel von seinem fototechnischen Wissen, wodurch auch Crupi oft als „Lehrer“ von Gloeden bezeichnet wird. Sicherlich gab es auch eine Reihe gegenseitiger Beeinflussungen, was die Auswahl der Motive betraf. So zeigen die frühen Aufnahmen von Crupi beispielsweise griechische Tempelanlagen in Taormina mit fast zufällig wirkenden ortsansässigen Personen als Attribute. Dieses Thema hat Gloeden aufgegriffen, konzentrierte sich aber zunehmend auf die Menschen und ließ die historische Umgebung als romantische Kulisse im Hintergrund verschwinden.
Durch diese Tätigkeit gewann er Kontakt zur verarmten ortsansässigen Bevölkerung, zeigte sich gleichzeitig an deren ärmlicher Lebenssituation interessiert und versuchte zu helfen. Dieses Interesse am Schicksal der Menschen brach Gloeden zeit seines Lebens nie ab. So richtete er später auch Konten für seine Fotomodelle ein, auf die ein Teil des Gewinnes durch Postkarten und Abzüge eingezahlt wurde.
In der heutigen Literatur zu Gloeden geht sein fotografisches Frühwerk über Landschaft und Bevölkerung Siziliens durch das heutige Interesse an seinen Aktfotografien unter, doch haben gerade diese frühen Aufnahmen das internationale Interesse an seinen Arbeiten und an Taormina als Touristenziel geweckt. Sein soziales Interesse und der Aufschwung von Taormina als Touristenziel verstärkten seine lokale Position und er gewann das tiefe Vertrauen der Bevölkerung.

## Werk
Gloeden arbeitete ausschließlich mit Plattenkameras, die eine lange Belichtungszeit erforderten. Das bedeutet, dass seine Fotografien sorgfältig inszeniert werden mussten. Dies mag zu der großen, fast archaischen Ruhe beigetragen haben, die seine Fotografien oft ausstrahlen. Er war einer der ersten Fotografen, die Aktaufnahmen im Freien machten, was erst um die Jahrhundertwende populär wurde. Das verwendete Kollodiumverfahren erforderte, dass die Glasplatte sofort am Ort bearbeitet werden musste, so dass Gloeden eine Art mobile Dunkelkammer mitführte. Gloeden hinterließ etwa 3.000 Fotografien, von denen der größte Teil von der faschistischen Polizei unter Mussolini wegen des Vorwurfs der Pornografie vernichtet wurde. Heute findet sich ein Teil seiner Arbeiten in süditalienischen Museen, der Großteil jedoch dürfte bei privaten Sammlern untergekommen sein, über einen größeren Bestand verfügt das Archiv der Berliner Gesellschaft für Anthropologie, Ethnologie und Urgeschichte in Berlin.

## Wirkung

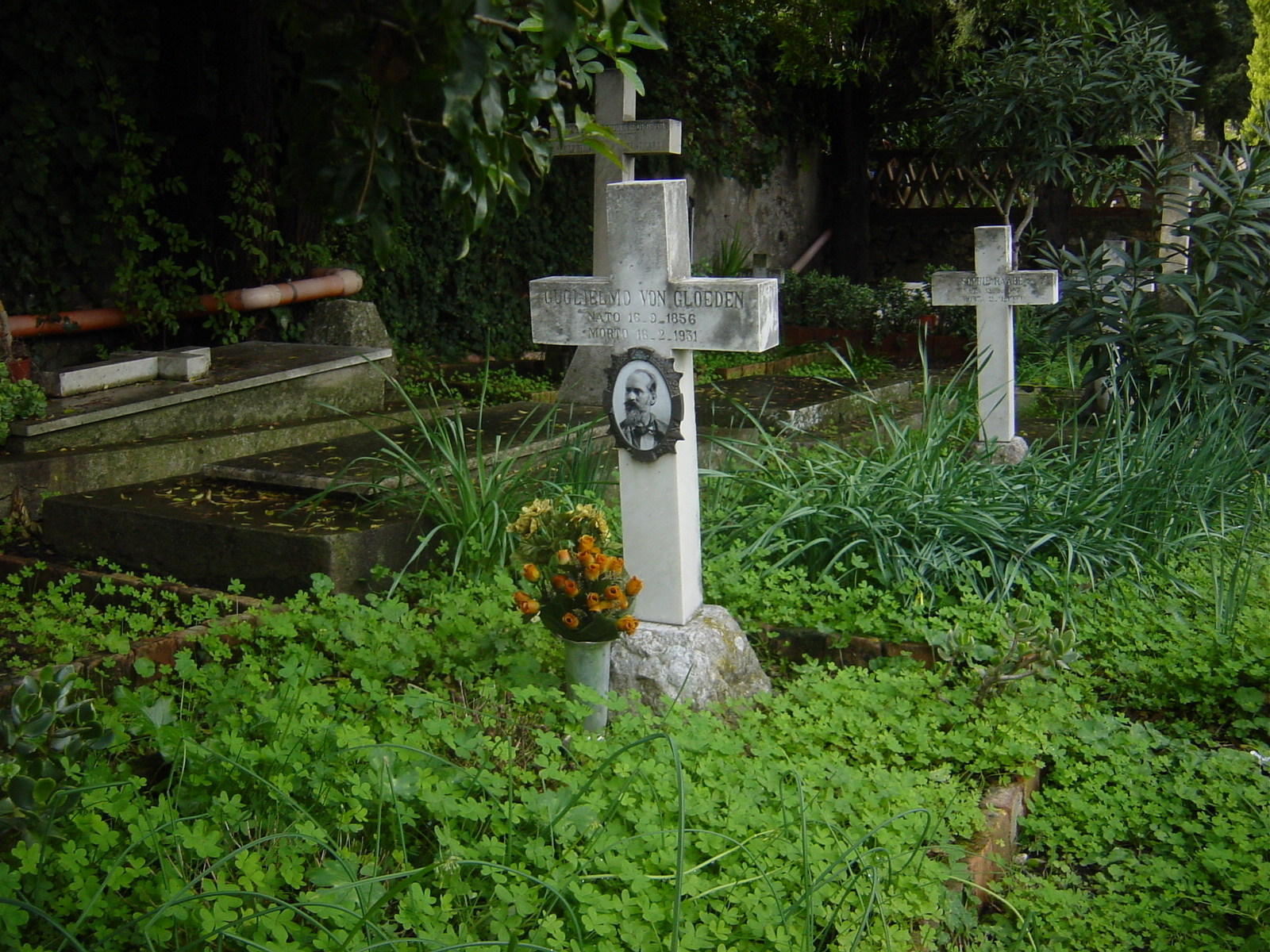
Gloedens Grab in Taormina. Im Hintergrund das Grab seiner Halbschwester Sophie Raabe.

In den 1960er Jahren wurde Gloeden im Zuge der sexuellen Revolution wiederentdeckt. Seine Fotografien wurden unter anderem 1977 auf der documenta 6 in Kassel ausgestellt. Künstler wie Robert Mapplethorpe, Cecil Beaton, Andy Warhol und Bruce Weber schätzten und sammelten seine Fotografien. 1978 fertigte der Künstler Joseph Beuys ein Multiple unter dem Titel „von Gloeden-Postkarten“, bestehend aus 13 mit Bleistiftzeichnung versehenen, signierten und nummerierten Postkarten mit Motiven von Fotografien von Gloeden an, das von den Edizioni Lucio Amelio in Neapel herausgegeben wurde.
Ein Gutteil der schwulen Nachkriegsfotografie zeigt den Einfluss Gloedens. Bis heute führen Ausstellungen seiner Werke zu Irritationen und Auseinandersetzungen. So warf beispielsweise 2008 das Jugendamt Memmingen zur Eröffnung der Gloeden-Schau in Memmingen dem Kulturamt einen zu sorglosen Umgang mit dem Thema „Knabenliebe“ und einem Künstler vor, der das gleiche tue, was „heutzutage Pädophile und Päderasten in Thailand und Kambodscha tun“ (siehe auch Sextourismus). Kunsthallen-Chef Joseph Kiermeier-Debre nannte diese Anschuldigungen ungerechtfertigt und teilweise „infam“. Bundesweit stieß die Schau auf großes Interesse.
In Taormina trägt eine Straße seinen Namen: Via Wilhelm Von Gloden (sic).

## Ausstellungen
- Jahresausstellungen der Royal Photographic Society, London 1893 ff.
- Internationale Ausstellung zur Amateurphotographie, Berlin 1899
- Baron Wilhelm von Gloeden (1856–1931). Kunsthalle Basel 1979
- Wilhelm von Gloeden – Auch ich war in Arkadien. MEWO Kunsthalle Memmingen (27. Januar – 26. Oktober 2008)